# Protoleptoneta baccettii
Protoleptoneta baccettii är en spindelart som först beskrevs av Brignoli 1979.  Protoleptoneta baccettii ingår i släktet Protoleptoneta och familjen Leptonetidae.
Artens utbredningsområde är Italien. Inga underarter finns listade i Catalogue of Life.